# Psilochaeta carnifex
Psilochaeta carnifex är en tvåvingeart som beskrevs av Stein 1911. Psilochaeta carnifex ingår i släktet Psilochaeta och familjen husflugor. Inga underarter finns listade i Catalogue of Life.